# Tal Banin
Tal Banin (Hebreeuws: טל בנין) (Haifa, 7 maart 1971) is een voormalig Israëlisch voetballer en huidig trainer van Maccabi Netanya. Banin speelde als verdedigende middenvelder. Hij was lang de aanvoerder van het Israëlisch elftal. Banin was tot 2011 de enige Israëlische speler die ooit in de Italiaanse Serie A speelde.